# Orrodoretus magdaliesae
Orrodoretus magdaliesae är en skalbaggsart som beskrevs av Ohaus 1912. Orrodoretus magdaliesae ingår i släktet Orrodoretus och familjen Rutelidae. Inga underarter finns listade i Catalogue of Life.